# Pratidwandi
Pratidwandi è un film del 1971 diretto da Satyajit Ray.